# 歐洲保守派和改革主義者
欧洲保守派和改革主义者（英語：European Conservatives and Reformists, ECR），簡稱保守改革黨團，是歐洲議會內的一個右翼疑歐反聯邦 保守主義党团。保守改革黨團是歐洲保守改革黨的議會黨團，另外也有其他歐洲政黨成員或非所屬議員加入。
保守改革黨團在意識形態上為歐洲懷疑主義、反聯邦主義，並有中間偏右與極右派派系存在。 黨團主要目標是基於「歐洲現實主義」，反對不受約束的進行歐洲一體化、擴大歐盟，演變為聯邦歐洲超級國家，並確保歐盟不會嚴重干涉歐盟成員國內的國家、國內和地區決策。 他們也主張對移民實施更嚴格的管控。黨團成員包含了社會保守主義、右翼民粹主義、自由保守主義、基督教民主主義、極右派和民族保守主義政黨，他們都支持反聯邦主義和歐洲現實主義或歐洲批評立場。
保守改革黨團不是完全以反歐盟主義或硬歐洲懷疑主義的立場反對歐盟的存在，部分政黨和歐洲議會議員提倡軟歐洲懷疑論，呼籲對歐盟進行民主改革，提高透明度，改變歐元區和歐盟移民/庇護政策，限制歐盟部分權力和官僚主義，同時維持國家間不受限制的自由貿易和合作。 其他政黨和個別歐洲議會議員則支持完全脫歐、就歐盟成員資格進行公投以及反對歐元區。
保守改革黨團是應英國保守黨領袖大衛·卡麥隆的要求，在2009年歐洲選舉之後以歐洲改革運動為核心成立。
現在，黨團在第十屆歐洲議會擁有78名議員，是欧洲议会的第四大党团，最大成員是義大利兄弟黨，之後是波蘭的法律与公正。

## 歷史

### 起源：2005–06
2005年，英國保守黨舉行黨魁選舉。在第六屆歐洲議會，保守黨是屬於歐洲人民黨—歐洲民主黨團（EPP-ED）的子黨團歐洲民主黨團（ED）。黨魁參選人大衛·卡麥隆主張保守黨退出EPP-ED並籌組新黨團。2005年12月就任保守黨領袖後，卡麥隆表示將立即成立新黨團。 成立黨團的動機是EPP-ED過於聯邦主義，而保守黨則反對強化歐洲一體化。
2006年6月，卡麥隆指示影子外交大臣威廉·海格要確保新黨團在2006年7月13日前成立。 7月13日，新黨團成立時間宣布推遲到2009年選後。

### 歐洲改革運動

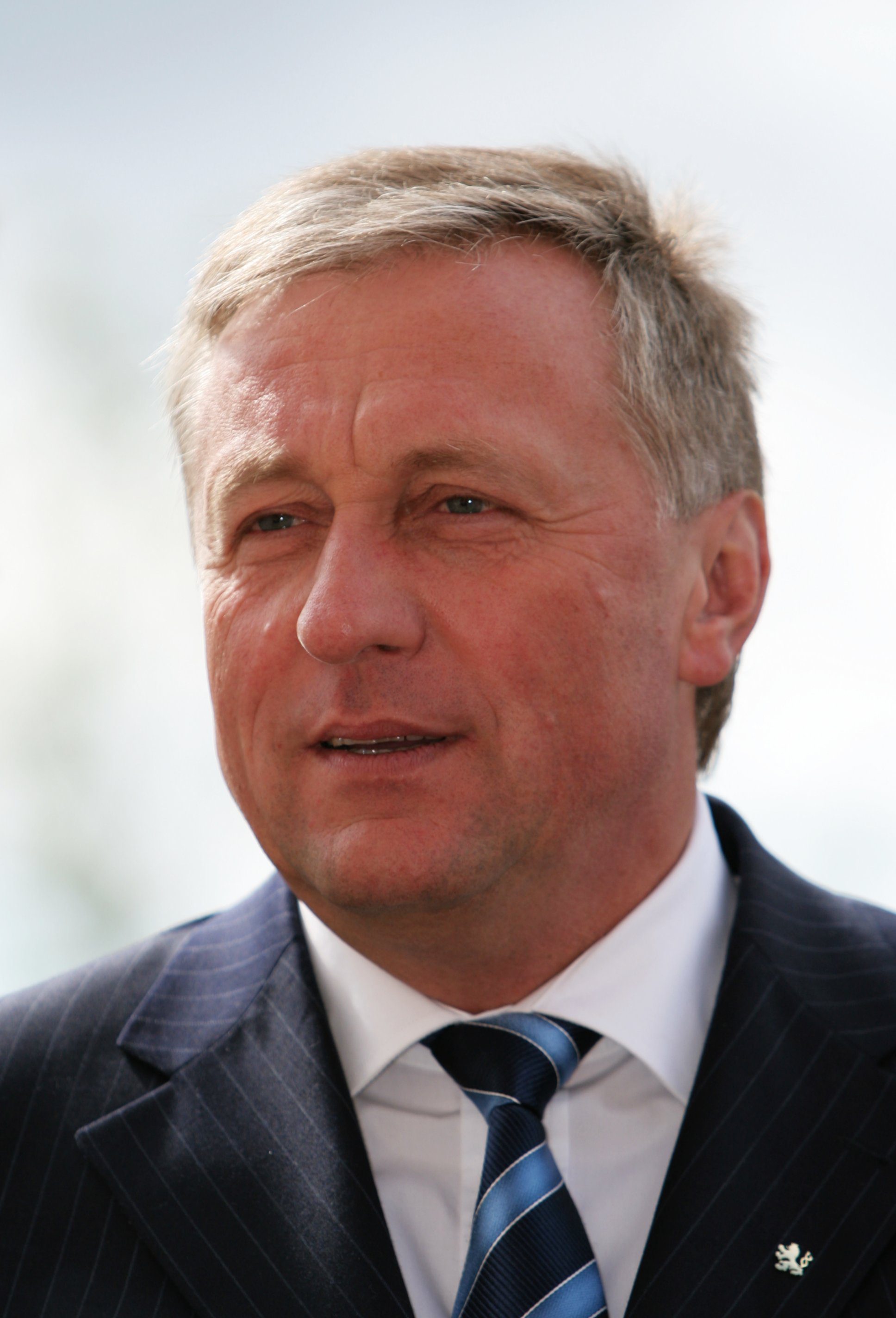
米雷克·托波拉內克

在此期間，一個名為歐洲改革運動（MER）的泛歐聯盟成立並在歐洲議會之外運作。 同日，波蘭的法律與公正及公民綱領被認為是新黨團潛在成員。然而，公民綱領表示他們沒有計畫離開人民黨團，而法律與公正則傾向留在歐洲國家聯盟黨團（UEN）。 隔日，厄爾斯特聯盟黨（UUP）領袖雷格·恩佩伊建議聯盟黨可在2009年選後加入新黨團。 該次選舉，厄爾斯特聯盟黨與保守黨結盟競選。
捷克公民民主黨（ODS）當時是歐洲改革運動成員，但該黨領袖米雷克·托波拉內克不打算退出EPP-ED。 托波拉內克隨後出席了2007年6月21日舉行的歐洲人民黨高峰會（歐洲人民黨政府首腦高峰會），增加了人們對新黨團組成脆弱的疑慮。
2007年，歐洲人民黨表示反對保守黨主張在英國舉行《里斯本條約》公投，雙方關係進一步惡化。
2008年7月，歐洲議會將2009年黨團成立門檻提高到25名成員、來自7個成員國。 托波拉內克在2008年12月7日再次當選公民民主黨領導人後，2008年12月11日出席了另一次歐洲人民黨高峰會。

### 2009年歐洲議會選舉
隨著2009年歐洲選舉的接近，卡麥隆、托波拉內克和保守黨歐洲議會議員傑佛瑞·范奧登（新黨團「核心人物」） 正在尋找合作夥伴，但名單保密。
據傳可能成為合作夥伴的人士或政黨包括法律與公正、 北方聯盟、 丹麥人民黨、 為了祖國與自由、 秩序與正義、 退休者黨、 秩序、法律與正義、 Libertas、 公民聯盟、 立陶宛波蘭族選舉行動、 基督教聯盟—改革政治黨、 獨立人士因德雷克·塔蘭德、 和狄德克名單的德克·揚·艾品克， 國家涵蓋了捷克、 波蘭、 義大利、 瑞典、 波羅的海與巴爾幹國家、 比利時 及荷蘭。
新黨團暫時命名為歐洲保守黨團（European Conservatives） （呼應1970年代的同名黨團），之後正式定名為歐洲保守改革黨團。 最初預估將有84名歐洲議會議員， 之後下修為60名。 然而，內部摩擦浮出水面，公民民主黨希望新黨團盡可能納入歐洲議會議員，而保守黨則希望取消丹麥人民黨和北方聯盟等反移民政黨的資格。

### 成立

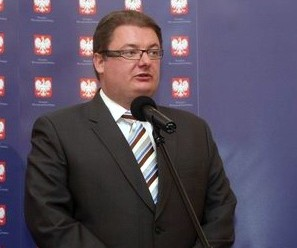
前黨團主席米哈爾·卡敏斯基

2009年6月22日，新黨團公布第一批正式成員名單。 6月24日，黨團舉行首次會議，保守黨議員提摩西·科克霍普被任命為臨時領導人。 法律與公正議員亞當·別朗和公民民主黨揚·扎哈迪出任臨時副主席。
在2009年7月14日舉行的第七屆歐洲議會第一次會議上，即將卸任的議長漢斯-格特·珀特林宣布，包括保守改革黨團在內的黨團申請均已批准。黨團取得資格獲得歐盟的資金、辦公空間和委員會席位。
黨團領導層的第一次選舉也定於2009年7月14日舉行，臨時領導人柯克霍普與英國同僚傑佛瑞·范奧登兩人角逐主席寶座。 然而，兩位保守黨候選人被迫放棄，以防止黨團分裂，因為保守黨歐洲議會議員愛德華·麥克米蘭-史考特違抗黨鞭，出馬競選歐洲議會副議長，導致原有望當選副議長的波蘭歐洲議會議員米哈爾·卡敏斯基落馬。波蘭歐洲議會議員威脅退出，除非卡敏斯基被任命為議會黨團領袖。 柯克霍普前往史特拉斯堡與波蘭歐洲議會議員舉行緊急會議，並提議與卡敏斯基共同領導黨團，但遭到拒絕。他不得不辭去黨團領導人，轉而支持卡敏斯基。麥克米蘭-史考特稱保守黨在波蘭的新盟友是「種族主義者和恐同者」，因而遭到歐洲議會的保守黨黨鞭開除。 2010年3月，麥克米蘭-史考特加入英國自由民主黨與歐洲自由民主聯盟黨團

### 2009-2014年領導層變動
黨團主席卡敏斯基在2010年11月離開法律與公正（PiS），表示該黨已經被極右派接管。卡敏斯基和其他不滿雅洛斯瓦夫·卡臣斯基領導方向的法律與公正成員在波蘭成立新政黨波蘭優先。卡敏斯基最初仍擔任黨團主席，但其他法律與公正議員認為他應該辭職下台。 12月15日，有傳言稱，剩下的11名法律與公正歐洲議會成員可能會退出，轉而加入右派的自由和民主歐洲黨團。
2011年2月，卡敏斯基宣布辭去主席職務，自3月8日起生效，屆時將選出繼任者。前臨時領導人提摩西·科克霍普曾被認為是競選領先者， 但最終敗給捷克公民民主黨議員揚·扎哈迪。. 三月底，卡麥隆邀請新佛拉蒙聯盟（N-VA）加入。
歐洲議會十四位副議長之一希爾瓦娜·科赫-梅林於2011年5月辭職，使得黨團考慮推舉候選人來接替因麥克米倫-史考特叛逃而失去的職位。 保守黨歐洲議會議員賈爾斯·奇切斯特於5月31日獲得提名，並在科赫-梅林所屬的自由民主聯盟黨團未能提出合適候選人後，於2011年7月5日當選。
2011年12月14日，馬丁·卡拉南當選黨團主席，揚·扎哈迪、傑佛瑞·范奧登、理察·雷谷德科和德克·揚·艾品克出任副主席。2011年12月26日，四名在11月退出法律與正義黨的統一波蘭成員退出黨團，加入自由和民主歐洲黨團。2012年1月17日，捷克成員奧爾德里赫·福拉薩接替奇切斯特出任議會副議長。

### 2014年歐洲議會選舉

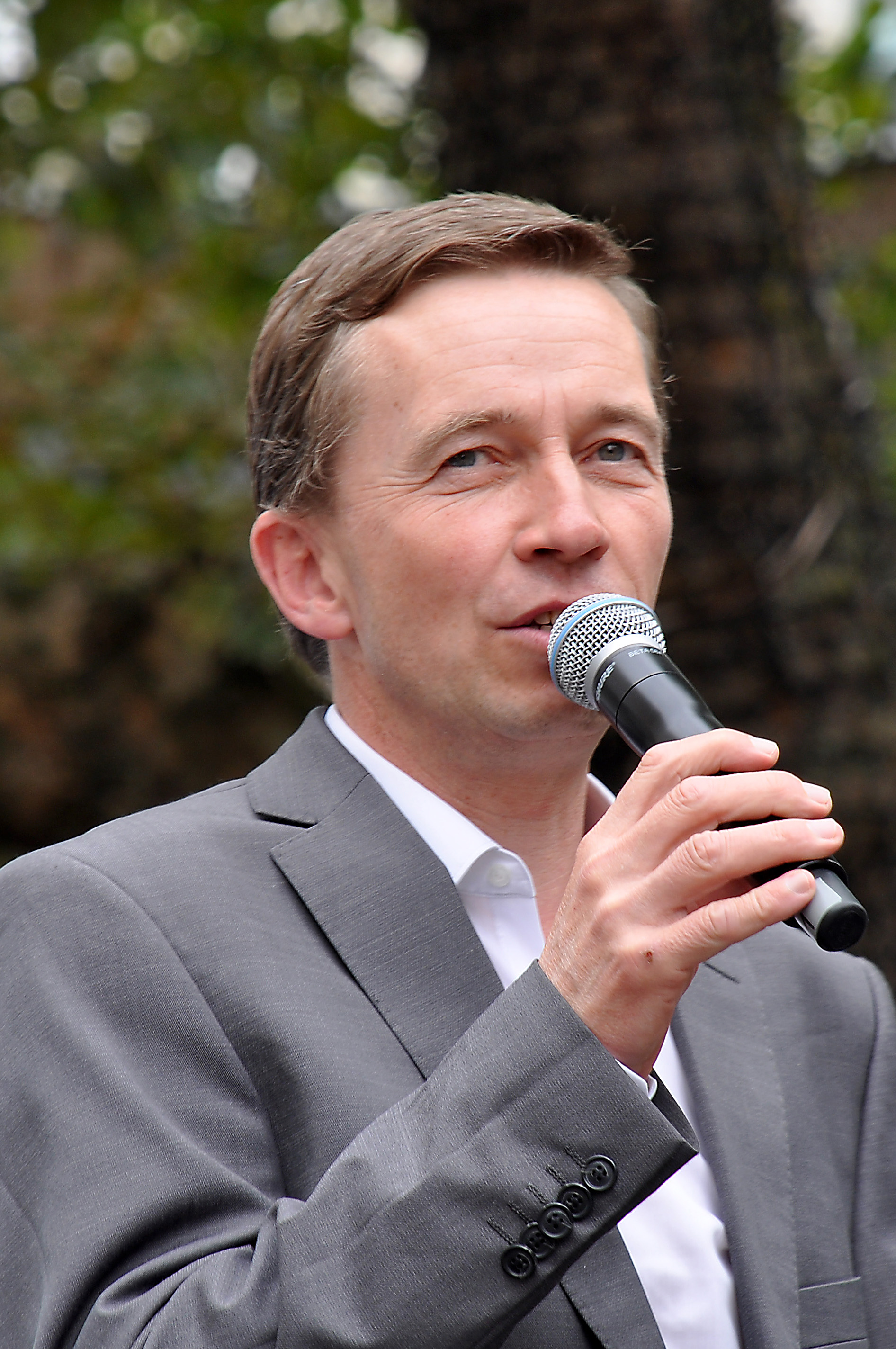
前德國另類選擇黨領袖貝恩德·路克

2014年歐洲選舉於2014年5月22日至25日舉行。選後，多組政黨加入黨團，包括丹麥人民黨與芬蘭人黨（兩者原屬自由和民主歐洲黨團）、德國另類選擇黨、德國家庭黨、斯洛伐克普通人與獨立人格黨（OĽaNO）與新多數黨（NOVA）、獨立希臘人黨、保加利亞未審查黨、荷蘭改革政治黨、比利時新佛拉蒙聯盟（N-VA）（原屬綠黨/歐洲自由聯盟黨團）。 由於這些新成員的加入，保守改革黨團取代自由黨團成為歐洲議會第三大黨團， 成為新議會中的「造王者」。
6月23日，愛爾蘭共和黨歐洲議會議員布萊恩·克勞利從自由黨團跳槽加入保守改革黨團，隔日被該黨領袖米哈爾·馬丁拔除黨鞭職務。 同日，VMRO—保加利亞民族運動加入， 讓黨團席次增加至70席。
保守改革黨團一致同意丹麥人民黨與芬蘭人黨加入，但兩黨皆有議員曾被刑事定罪，因此遭受批評。 丹麥人民黨頭號候選人莫頓·麥瑟舒密特在2002年因發表暗示多民族社會與強姦、暴力和強迫婚姻之間存在關係而被定罪。 芬蘭人黨歐洲議會議員尤西·哈拉阿霍因2008年在部落格撰寫文章聲稱伊斯蘭教「崇尚戀童癖」而在2012年被定罪。 身為穆斯林的黨團主席賽義德·卡邁爾則為新成員辯護。
選後，英國保守黨歐洲議會議員薩賈德·卡里姆成為該黨團的歐洲議會議長候選人。
2016年3月8日，因為德國另類選擇黨（AfD）與極右派奧地利自由黨（FPÖ）的關係以及移民問題的爭議言論，黨團事務局提出動議，要求該黨歐洲議會議員在3月31日之前自行退出黨團，否則將於4月12日提出開除動議。

### 2014–2019年成員更迭
- 2014年10月2日，斯洛伐克自由和團結黨（SaS）領導人里哈德·蘇利克從自由黨團加入保守改革黨團，[81] 六天後正式批准。
- 2014年11月，黨團唯一的克羅埃西亞成員魯扎·托馬西奇（英语：Ruža Tomašić）離開了她創立的政黨克羅埃西亞權利黨—安特·斯塔爾切維奇博士（英语：Croatian Party of Rights — Dr. Ante Starčević），領導新政黨克羅埃西亞保守黨（英语：Croatian Conservative Party）。
- 2015年1月24日，英國獨立黨約克郡和亨伯選區歐洲議會議員阿姆賈德·巴夏爾（英语：Amjad Bashir）加盟保守黨，隨後加入黨團。[82]
- 2015年5月18日，前義大利力量黨、人民黨黨團成員拉菲爾·費托（英语：Raffaele Fitto）加入黨團，之後在國內成立保守改革黨（英语：Conservatives and Reformists (Italy)）。[83][84]
- 2015年7月7日，雷莫·賽納喬托（英语：Remo Sernagiotto）離開歐洲人民黨黨團，加入保守改革黨團。
- 2015年10月27日，M10黨（英语：The Right Alternative）的莫妮卡·馬科維（英语：Monica Macovei）離開歐洲人民黨黨團，加入保守改革黨團。[85]
- 2016年3月8日，賽普勒斯民主大會黨葉萊妮·西奧卡路斯（英语：Eleni Theocharous）從人民黨團改投保守改革黨團。.[86]
- 2016年10月5日，提摩西·科克霍普（英语：Timothy Kirkhope）在被封為英國上議院終身貴族終身貴族後離開歐洲議會。他的席位由約翰·普羅克特（英语：John Procter (politician)）繼任。
- 2018年7月3日，瑞典民主黨的彼得·隆格倫（英语：Peter Lundgren (politician)）和克莉斯蒂娜·溫伯格（英语：Kristina Winberg）離開自由和直接民主歐洲黨團，加入保守改革黨團。[87]
- 2018年12月17日，史蒂法諾·馬奧盧（英语：Stefano Maullu）在從義大利力量黨改投義大利兄弟黨後離開人民黨團，加入保守改革黨團。[88]

### 2019年歐洲議會選舉與右傾
在2019年選舉之前，瑞典民主黨（SD）和義大利兄弟黨加入黨團， 而民主論壇（FvD）和法國崛起承諾如果贏得席位，將在選後加入。
黨團兩個成員政黨—丹麥人民黨和芬蘭人黨宣布，他們打算在2019年選後與德國另類選擇黨、義大利聯盟成立新黨團，隨後命名為「認同與民主」。'
2019年選舉，英國保守黨大敗，包括前黨團主席賽義德·卡邁爾都未能當選。黨團人數也減少至62名，並被另一個歐洲懷疑主義黨團認同與民主黨團超越。然而，民主論壇和西班牙新政黨呼聲成功進入歐洲議會並加入黨團。
選後，拉菲爾·費托和理察·雷谷德科成為新任聯合主席。

### 2019–2024年成員更迭
荷蘭基督教聯盟（CU）在2019年選後離開黨團，改投歐洲人民黨黨團。其合作夥伴改革政治黨選擇留下，也宣告兩黨合作關係結束。
2020年1月31日，英國脫歐完成後，英國保守黨歐洲議會議員退出黨團。
2020年5月，克里斯蒂安·特赫許宣布，他將以基督教民主國家農民黨歐洲議會議員的身分加入保守改革黨團。
2020年，所有民主論壇黨的歐洲議會議員退黨，以獨立議員身分創立新政黨正確答案2021。2022年民主論壇改投認同與民主黨團。
2023年，芬蘭人黨以俄羅斯入侵烏克蘭以及北約成員政策的變化為由，從認同與民主黨團轉回保守改革黨團。.

### 2024年歐洲議會選舉
2024年歐洲議會選舉，保守改革黨團呼籲修改歐洲綠色協議並加強邊境管制措施。黨團人數增加至84名，超過復興歐洲，成為歐洲議會第三大黨團。 選後，盧森堡替代民主改革黨、賽普勒斯國家人民陣線、克羅埃西亞祖國運動、羅馬尼亞人團結聯盟及羅馬尼亞民族保守黨、法國再征服（與保守運動聯合競選）、丹麥民主黨加入黨團。
2024年6月，在頭號候選人瑪麗昂·馬雷夏爾呼籲黨員在法國立法選舉期間支持國民聯盟後，五名再征服歐洲議會議員中的四人成為獨立議員。再征服唯一的歐洲議會議員莎拉·克納福加入新的主權國家歐洲黨團，而其他前成員則留在保守改革黨團。
選前，有媒體猜測匈牙利的奧班·維克多及其青民盟在與義大利兄弟黨領導人喬治亞·梅洛尼會談後將加入黨團，但選後據稱青民盟被阻止加入，而其他媒體則聲稱由於青民盟先前與羅馬尼亞人聯盟存在分歧，選擇不加入。 之後奧班籌組歐洲愛國者黨團。
2024年7月3日，黨團選出尼古拉·普羅卡奇尼（義大利兄弟黨）與約阿希姆·布魯辛斯基（法律與公正）擔任共同主席。
7月5日，西班牙呼聲黨宣布計畫加入新成立的歐洲愛國者黨團。在推特上的聲明中，呼聲黨領導人聖地牙哥·阿巴斯卡爾對保守改革黨團表示感謝，並表示他的政黨將繼續與梅洛尼保持穩固的關係，但他認為此舉是「對抗中間偏右、社會主義和極左派勢力的歷史性機會」。 呼聲黨離開後，西班牙派對結束了尋求加入， 黨團表示將在九月做出決定。

## 意識形態
保守改革黨團的組成宣言闡述了每個黨團成員應遵守的原則，稱為《布拉格宣言》。 《布拉格宣言》原則如下：
1. 自由企業、自由公平的貿易和競爭、最低限度的監管、較低的稅收和小政府是個人自由以及個人和國家繁榮的最終催化劑。
2. 個人自由、更多的個人責任和更大的民主問責。
3. 可持續、乾淨的能源供應，並專注於能源安全。
4. 家庭作為社會基石的重要性。
5. 民族國家的主權完整、反對歐盟聯邦制、重新尊重真正的輔助性原則。
6. 重振北約的跨大西洋安全關係首要價值，以及對歐洲年輕民主國家的支持。
7. 有效控制移民並停止濫用庇護程序。
8. 高效率、現代化的公共服務以及對農村和都市社區需求的敏感度。
9. 結束浪費和過度官僚主義，並致力於提高歐盟機構和使用歐盟資金的透明度和誠信。
10. 尊重和公平對待所有歐盟國家，無論新舊大小。

意識形態上，保守改革黨團的創始成員傳統上屬於政治光譜的中間偏右 至右派， 具有經濟自由主義和反聯邦主義的觀點。此外，英國保守黨最初不願納入強硬的反移民和極端民族主義政黨。如同中間偏右的歐洲人民黨（EPP），保守改革黨團的創始成員大多支持支持自由市場的想法，如一些歐洲議會議員與科布登中心和開放歐洲等智庫保持密切聯繫； 並且反對自由和直接民主歐洲及認同與民主等其他更為經濟民族主義和反全球化的批判歐元黨團。然而，人民黨黨團整體上支持歐盟一體化和擴大，而保守改革黨團反對。
近年來，黨團內的民族主義、反移民和右派民粹主義派系持續成長。 英國脫歐後，由於英國保守黨失去了在歐洲議會的代表權，黨團的右傾趨勢加劇。
在2021年11月11日發表的聲明中，黨團共同主席理察·雷谷德科和拉菲爾·菲托引用了兩份核心政治文件來定義保守改革黨團的意識形態基礎，重申該黨團「對《布拉格宣言》和《保守改革黨團改革歐洲聲明》的承諾」。
在2022年俄羅斯入侵烏克蘭期間，黨織主要由親烏克蘭和反俄羅斯政黨組成，而認同與民主則由親俄羅斯政黨組成。2023年2月，黨團主席雷谷德科表示，黨團將與烏克蘭站在一起，直到俄羅斯被擊敗以後。 2023年芬蘭議會選舉後，先前已轉向認同與民主黨團的芬蘭人黨重新回到保守改革黨團，並表示他們支持芬蘭加入北約的政策。 黨團成員傾向親北約並支持大西洋主義，包括加強歐洲和美國之間的協調，同時對中國和俄羅斯在歐洲的影響力持更批判的態度。

## 成員

### 第十屆歐洲議會

歐洲保守改革黨團成員（2024-2029）來自18個成員國。深藍色代表擁有多席議員席次。淺藍色代表擁有一席議員席次。

| 國家     | 國家政黨 | 歐洲政黨 | 歐洲政黨           | 議員人數 |
| -------- | --- | -------- | ------------------ | -------- |
| 比利时   | 新佛拉蒙聯盟 Nieuw-Vlaamse Alliantie (N-VA) |          | 歐洲自由聯盟       | 3 / 22   |
| 保加利亚 | 有這樣一個民族 Има такъв народ (ITN) |          | 無                 | 1 / 17   |
|          | 祖國運動 Domovinski pokret (DP) |          | 無                 | 1 / 12   |
| 賽普勒斯 | 國家人民陣線 Εθνικό Λαϊκό Μέτωπο (ELAM) |          | 無                 | 1 / 6    |
| 捷克     | 公民民主黨 Občanská demokratická strana (ODS) |          | 歐洲保守改革黨     | 3 / 21   |
| 丹麦     | 丹麥民主黨 Danmarksdemokraterne (Æ) |          | 無                 | 1 / 15   |
| 爱沙尼亚 | 獨立議員 |          | 獨立議員           | 1 / 7    |
| 芬兰     | 芬蘭人黨 Perussuomalaiset (PS) |          | 無                 | 1 / 15   |
| 法國     | 保守運動 Mouvement conservateur (MC) |          | 無                 | 1 / 81   |
| 法國     | 獨立議員 |          | 獨立議員           | 3 / 81   |
| 希腊     | 希臘方案 Ελληνική Λύση (ΕΛ) |          | 無                 | 2 / 21   |
| 義大利   | 義大利兄弟黨 Fratelli d'Italia (FdI) |          | 歐洲保守改革黨     | 24 / 76  |
| 拉脫維亞 | 民族聯盟 Nacionālā Apvienība (NA) |          | 歐洲保守改革黨     | 2 / 9    |
| 拉脫維亞 | 聯合名單 Apvienotais saraksts (AS) |          | 無                 | 1 / 9    |
| 立陶宛   | 立陶宛波蘭族選舉行動—基督教家庭聯盟 Lietuvos lenkų rinkimų akcija – Krikščioniškų šeimų sąjunga (LLRA–KŠS) Akcja Wyborcza Polaków na Litwie – Związek Chrześcijańskich Rodzin (AWPL–ZCHR) |          | 歐洲保守改革黨     | 1 / 11   |
| 立陶宛   | 立陶宛農民與綠人聯盟 Lietuvos valstiečių ir žaliųjų sąjunga (LVŽS) |          | 無                 | 1 / 11   |
| 盧森堡   | 替代民主改革黨 Alternativ Demokratesch Reformpartei (ADR) |          | 歐洲保守改革黨     | 1 / 6    |
| 荷蘭     | 改革政治黨 Staatkundig Gereformeerde Partij (SGP) |          | 歐洲基督教政治運動 | 1 / 31   |
| 波蘭     | 法律與公正 Prawo i Sprawiedliwość (PiS) |          | 歐洲保守改革黨     | 18 / 52  |
| 波蘭     | 主權波蘭 Suwerenna Polska (SP) |          | 無                 | 2 / 52   |
| 羅馬尼亞 | 羅馬尼亞人團結聯盟 Alianța pentru Unirea Românilor (AUR) |          | 無                 | 5 / 33   |
| 羅馬尼亞 | 羅馬尼亞民族保守黨 Partidul Național Conservator Român (PNCR) |          | 歐洲基督教政治運動 | 1 / 33   |
| 瑞典     | 瑞典民主黨 Sverigedemokraterna (SD) |          | 歐洲保守改革黨     | 3 / 21   |
| 欧洲联盟 | 總和 | 總和     | 總和               | 78 / 720 |

### 第九屆歐洲議會

歐洲保守改革黨團成員（2019–2024）來自15個成員國。深藍色代表擁有多席議員席次。淺藍色代表擁有一席議員席次。

| 國家     | 國家政黨 | 歐洲政黨 | 歐洲政黨           | 議員人數 |
| -------- | --- | -------- | ------------------ | -------- |
| 比利时   | 新佛拉蒙聯盟 Nieuw-Vlaamse Alliantie (N-VA) |          | 歐洲自由聯盟       | 3 / 21   |
| 保加利亚 | VMRO—保加利亞民族運動 ВМРО – Българско Национално Движение (ВМРО – БНД) |          | 歐洲保守改革黨     | 2 / 17   |
|          | 克羅埃西亞主權主義者 Hrvatski Suverenisti (HS) |          | 歐洲保守改革黨     | 1 / 12   |
| 捷克     | 公民民主黨 Občanská demokratická strana (ODS) |          | 歐洲保守改革黨     | 4 / 21   |
| 芬兰     | 芬蘭人黨 Perussuomalaiset (PS) |          | 無                 | 2 / 14   |
| 法國     | 再征服 Reconquête! (R!) |          | 無                 | 1 / 79   |
| 德国     | 德國聯盟 Bündnis Deutschland (BD) |          | 無                 | 1 / 96   |
| 希腊     | 希臘方案 Ελληνική Λύση (ΕΛ) |          | 無                 | 1 / 21   |
| 義大利   | 義大利兄弟黨 Fratelli d'Italia (FdI) |          | 歐洲保守改革黨     | 10 / 76  |
| 拉脫維亞 | 民族聯盟 Nacionālā Apvienība (NA) |          | 歐洲保守改革黨     | 2 / 8    |
| 立陶宛   | 立陶宛波蘭族選舉行動—基督教家庭聯盟 Lietuvos lenkų rinkimų akcija – Krikščioniškų šeimų sąjunga (LLRA–KŠS) Akcja Wyborcza Polaków na Litwie – Związek Chrześcijańskich Rodzin (AWPL–ZCHR) |          | 歐洲保守改革黨     | 1 / 11   |
| 荷蘭     | JA21 |          | 無                 | 3 / 29   |
| 荷蘭     | 改革政治黨 Staatkundig Gereformeerde Partij (SGP) |          | 歐洲基督教政治運動 | 1 / 29   |
| 荷蘭     | 更多直接民主 Meer Directe Democratie (MDD) |          | 無                 | 1 / 29   |
| 波蘭     | 法律與公正 Prawo i Sprawiedliwość (PiS) |          | 歐洲保守改革黨     | 25 / 52  |
| 波蘭     | 主權波蘭 Suwerenna Polska (SP) |          | 無                 | 2 / 52   |
| 羅馬尼亞 | 基督教民主國家農民黨 Partidul Național Țărănesc Creștin Democrat (PNȚ-CD) |          | 歐洲基督教政治運動 | 1 / 33   |
| 斯洛伐克 | 自由和團結 Sloboda a Solidarita (SaS) |          | 歐洲保守改革黨     | 1 / 14   |
| 西班牙   | 呼聲 Vox |          | 歐洲保守改革黨     | 4 / 59   |
| 瑞典     | 瑞典民主黨 Sverigedemokraterna (SD) |          | 歐洲保守改革黨     | 3 / 21   |
| 欧洲联盟 | 總和 | 總和     | 總和               | 69 / 705 |

### 第八屆歐洲議會
| 國家     | 國家政黨                                                         | 歐洲政黨 | 歐洲政黨           | 議員人數 | 加入日期       |
| -------- | ---------------------------------------------------------------- | -------- | ------------------ | -------- | -------------- |
| 比利时   | 新佛拉蒙聯盟 Nieuw-Vlaamse Alliantie (N-VA)                      |          | 歐洲自由聯盟       | 4 / 21   | 2014年6月18日  |
| 保加利亚 | 保加利亞民族運動 ВМРО – Българско Национално Движение (IMRO-BNM) |          | 無                 | 1 / 17   | 2014年6月24日  |
| 保加利亚 | 重整保加利亞 Презареди България (BG)                             |          | 歐洲保守改革聯盟   | 1 / 17   | 2014年6月12日  |
|          | 克羅埃西亞保守黨 Hrvatska konzervativna stranka (HKS)            |          | 歐洲保守改革聯盟   | 1 / 12   | 2013年7月1日   |
| 賽普勒斯 | 團結運動 Κίνημα Αλληλεγγύη (KA)                                  |          | 歐洲保守改革聯盟   | 1 / 6    | 2016年3月8日   |
| 捷克     | 公民民主黨 Občanská demokratická strana (ODS)                    |          | 歐洲保守改革聯盟   | 2 / 21   | 2009年6月22日  |
| 丹麦     | 丹麥人民黨 Dansk Folkeparti (DF)                                 |          | 歐洲人民和民族聯盟 | 3 / 13   | 2014年6月4日   |
| 芬兰     | 芬蘭人黨 Perussuomalaiset (PS)                                   |          | 歐洲人民和民族聯盟 | 2 / 13   | 2014年6月4日   |
| 德国     | 自由保守改革者 Liberal-Konservative Reformer (LKR)               |          | 歐洲保守改革聯盟   | 4 / 96   | 2014年6月12日  |
| 德国     | C聯盟 Bündnis C (AUF & PBC)                                      |          | 歐洲基督教政治運動 | 1 / 96   | 2014年6月4日   |
| 德国     | 獨立議員                                                         |          | 獨立議員           | 1 / 96   | 2018年9月29日  |
| 希腊     | 獨立議員                                                         |          | 獨立議員           | 1 / 21   | 2014年6月4日   |
| 義大利   | 義大利兄弟黨 Fratelli d'Italia (FdI)                             |          | 歐洲保守改革聯盟   | 2 / 73   | 2018年12月17日 |
| 義大利   | 義大利方向黨 Direzione Italia (DI)                               |          | 歐洲保守改革聯盟   | 2 / 73   | 2015年5月19日  |
| 拉脫維亞 | 民族聯盟 Nacionālā Apvienība (NA)                                |          | 歐洲保守改革聯盟   | 1 / 8    | 2009年6月22日  |
| 立陶宛   | 立陶宛波蘭族選舉行動 Lietuvos lenkų rinkimų akcija (LLRA–KŠS)    |          | 歐洲保守改革聯盟   | 1 / 11   | 2009年6月23日  |
| 荷蘭     | 基督教聯盟 ChristenUnie (CU)                                     |          | 歐洲基督教政治運動 | 1 / 26   | 2009年6月22日  |
| 荷蘭     | 改革政治黨 Staatkundig Gereformeerde Partij (SGP)                |          | 歐洲基督教政治運動 | 1 / 26   | 2014年6月16日  |
| 波蘭     | 法律與公正 Prawo i Sprawiedliwość (PiS)                          |          | 歐洲保守改革聯盟   | 14 / 51  | 2009年6月22日  |
| 波蘭     | 共和國右派 Prawica Rzeczypospolitej (PR)                         |          | 歐洲基督教政治運動 | 1 / 51   | 2014年7月1日   |
| 波蘭     | 獨立議員                                                         |          | 獨立議員           | 4 / 51   | 2014年7月1日   |
| 羅馬尼亞 | M10                                                              |          | 歐洲保守改革聯盟   | 1 / 32   | 2015年10月27日 |
| 斯洛伐克 | 自由和團結 Sloboda a Solidarita (SaS)                            |          | 歐洲保守改革聯盟   | 1 / 13   | 2014年10月8日  |
| 斯洛伐克 | 新多數 NOVA                                                      |          | 歐洲保守改革聯盟   | 1 / 13   | 2014年6月4日   |
| 斯洛伐克 | 普通人黨 Obyčajní Ľudia a nezávislé osobnosti (OĽaNO)            |          | 歐洲基督教政治運動 | 1 / 13   | 2014年6月4日   |
| 瑞典     | 瑞典民主黨 Sverigedemokraterna (SD)                              |          | 無                 | 2 / 20   | 2018年7月3日   |
| 英国     | 保守黨 Conservative and Unionist Party (Con)                     |          | 歐洲保守改革聯盟   | 8 / 73   | 2009年6月22日  |
| 英国     | 厄爾斯特聯盟黨 (UUP)                                             |          | 歐洲保守改革聯盟   | 1 / 73   | 2009年6月22日  |
| 欧洲联盟 | 總和                                                             | 總和     | 總和               | 總和     | 63 / 751       |

1. ↑  貝恩德·盧克（英语：Bernd Lucke）在失去主席職位後與4名議員在2015年離開德國另類選擇黨。剩餘兩名議員在2016年被黨團開除。
2. ↑  離開自由保守改革者。
3. ↑  離開獨立希臘人黨。
4. ↑  全名立陶宛波蘭族選舉行動—基督教家庭聯盟

## 領導人

### 主席
| 主席                 | 主席 | 就任           | 卸任           | 國家 （選區）                     | 政黨                     |
| -------------------- | ---- | -------------- | -------------- | --------------------------------- | ------------------------ |
| 提摩西·科克霍普      |      | 2009年6月24日  | 2009年7月14日  | 英国 · （約克郡和亨伯）           | 保守黨                   |
| 米哈爾·卡敏斯基      |      | 2009年7月14日  | 2011年3月8日   | 波蘭 · （華沙）                   | 法律與公正 之後 波蘭優先 |
| 揚·扎哈迪            |      | 2011年3月8日   | 2011年12月14日 | 捷克                              | 公民民主黨               |
| 馬丁·卡拉南          |      | 2011年12月14日 | 2014年6月12日  | 英国 · （東北英格蘭）             | 保守黨                   |
| 賽義德·卡邁爾        |      | 2014年6月12日  | 2019年7月2日   | 英国 · （倫敦）                   | 保守黨                   |
| 拉菲爾·費托*         |      | 2019年7月2日   | 2022年10月12日 | 義大利 · （南）                   | 義大利兄弟黨             |
| 理察·雷谷德科*       |      | 2019年7月2日   | 2024年7月3日   | 波蘭 · （小波蘭和聖十字）         | 法律與公正               |
| 尼古拉·普羅卡奇尼*   |      | 2019年12月11日 | 現任           | 義大利 · （南）                   | 義大利兄弟黨             |
| 約阿希姆·布魯辛斯基* |      | 2024年7月3日   | 現任           | 波蘭 · （盧布斯卡和西波美拉尼亞） | 法律與公正               |

- 備註：2019年起黨團採共同主席制。

### 主席團
2024年7月12日成員：
| 職位       | 姓名                | 國家   | 國家政黨     | 歐洲政黨 | 歐洲政黨       |
| ---------- | ------------------- | ------ | ------------ | -------- | -------------- |
| 共同主席   | 約阿希姆·布魯辛斯基 | 波蘭   | 法律與公正   |          | 歐洲保守改革黨 |
| 共同主席   | 尼古拉·普羅卡奇尼   | 義大利 | 義大利兄弟黨 |          | 歐洲保守改革黨 |
| 副主席     | 阿西塔·坎科         | 比利时 | 新佛拉蒙聯盟 |          | 歐洲自由聯盟   |
| 副主席     | 查理·魏莫斯         | 瑞典   | 瑞典民主黨   |          | 歐洲保守改革黨 |
| 副主席     | 亞歷山大·翁德拉     | 捷克   | 公民民主黨   |          | 歐洲保守改革黨 |
| 共同財務長 | 卓珂馬              | 波蘭   | 法律與公正   |          | 歐洲保守改革黨 |
| 共同財務長 | 丹尼斯·奈西         | 義大利 | 義大利兄弟黨 |          | 歐洲保守改革黨 |

## 凝聚力
根據《Vote Watch Europe》的計算，保守改革黨團在第七屆議會（2009-14年）的議會投票中的凝聚率為86.65%。此數據略低於四個親歐黨團，但高於歐洲聯合左派—北歐綠色左派（GUE/NGL），且遠高於自由和民主歐洲黨團（EFD）。內部凝聚力在憲法和機構間事務（94.79%）、國際貿易、以及工業、研究和能源方面最高。黨團內最大的分歧在於區域發展（凝聚率70.53％）、農業和發展（合作）政策。 最忠於黨團的政黨（最常與大多數保守改革黨團成員一起投票）是英國保守黨 （97.51%）、厄爾斯特聯盟黨和捷克公民民主黨。最常偏離黨團多數派的成員是來自英國的獨立歐洲議會議員瑪塔·安德里亞森（2013年從自由和民主歐洲黨團轉入；忠誠度為61.20%）、來自義大利的克里斯蒂安娜·穆斯卡迪尼穆斯卡迪尼，和安娜·羅斯巴赫（2013年從自由和民主歐洲黨團轉入）。

## 外部連結
- ECR Courier（英文）
- European Conservatives and Reformists official website （页面存档备份，存于）
- Members of the group （页面存档备份，存于）
- ConservativeHome (2009-06-22): The deal is done: Details of the new Conservative grouping in the European Parliament （页面存档备份，存于）